# Marek Kozłowski
Marek Andrzej Kozłowski (ur. 1945) – polski inżynier chemik. Absolwent Politechniki Wrocławskiej. Od 2013 profesor na Wydziale Inżynierii Środowiska Politechniki Wrocławskiej i dziekan tego wydziału (1990-1993).